# Вага (уезд)
Вага (яп. 和賀郡 Вага-гун) уезд расположен в префектуре Иватэ, Япония. C 2006 года посёлок Нисивага составляет весь уезд Вага .
По оценкам на 1 апреля 2017 года, население составляет 5,643 человек, площадь 590.74 км ², плотность 9.55 человек / км ².

## История
- В 1878 с земельной реформой, уезд был разделён на Хигасивага и Нисивага уезды.

### Уезд Хигасивага
- Сасама
- Татибана
- Куросавадзири
- Иитоё
- Футаго
- Сараки
- Ониянаги
- Дзюникабура
- Nakanai
- Оямада
- Танинай
- Ивасаки
- Иококаваме
- Фудзине
- Эдзурико
- Аисари

### Уезд Нисивага
- Юда
- Саваути